# Thomas Osborne, 1. vévoda z Leedsu
Thomas Osborne, 1. vévoda z Leedsu (Thomas Osborne, 1st Duke of Leeds, 1st Marquess of Carmarthen, 1st Earl of Danby, 1st Viscount Osborne and Latimer, 1st Baron Osborne, 2nd Baronet Osborne of Kiveton) (20. února 1632, Kiveton Park, Anglie – 26. července 1712, Easton Neston House, Anglie)  byl anglický státník, ve druhé polovině 17. století jedna z nejvýznamnějších osobností anglických dějin. Zastával řadu státních úřadů, v letech 1673–1679 byl prvním ministrem, uplatnil se také jako diplomat. Poté byl vězněn za velezradu, později aktivně podpořil detronizaci Stuartovců a nástup Vilém Oranžského, znovu dosáhl vysokého postavení ve vládě. Z postavení příslušníka venkovské šlechty se přes všechny tituly šlechtické hierarchie (baron 1673, vikomt 1673, hrabě 1674, markýz 1689) vypracoval až k titulu vévody (1694), který jeho potomstvo užívalo až do vymření rodu v roce 1964.

## Kariéra
Pocházel z drobné statkářské šlechty, původně obchodnické rodiny z Yorku, byl synem poslance Sira Edwarda Osborna (1596–1647). Studoval v Yorku, v roce 1647 po otci zdědil titul baroneta, v letech 1649–1650 absolvoval kavalírskou cestu po Francii a Itálii. Do veřejného života vstoupil po restauraci monarchie pod patronátem 2. vévody z Buckinghamu (jejich statky v hrabství York sousedily). Od roku 1660 zastával funkce ve správě hrabství York, v letech 1665–1673 byl členem Dolní sněmovny. V letech 1668–1673 byl prezidentem úřadu námořního pokladu (Navy Treasurer) a v letech 1672–1674 členem výboru Tajné rady pro obchod a kolonie, působil také na admiralitě (1673–1679).
Po náhlém úmrtí Thomase Clifforda v říjnu 1673 byl jmenován prvním lordem pokladu (Lord High Treasurer) (1673–1679) a s postupným rozkladem mocenského uskupení cabal byl zhruba od roku 1675 de facto prvním ministrem. Zároveň se stal lordem–místodržitelem v hrabství York (1674–1679) a členem výboru Tajné rady pro obchod a kolonie (1675–1679). V roce 1673 byl jako baron Osborne povolán do Sněmovny lordů, o rok později získal titul vikomta Latimera. V 70. letech 17. století měl největší vliv na domácí a zahraniční politiku a jeho postavení vysoce převyšovalo pozice všech ostatních politiků té doby. Své postavení stvrdil v roce 1678 sňatkem nejstarší dcery s nemanželským synem Karla II., hrabětem z Plymouthu. V roce 1677 získal Podvazkový řád, vynikl v diplomatických jednáních s Francií, ale pro podezření z náklonnosti k Francouzům byl v letech 1679–1683 vězněn za velezradu.
I když byl konzervativec a stoupenec legitimity stuartovského režimu, odmítl prokatolický styl vlády Jakuba II. a nakonec aktivně podpořil slavnou revoluci. V roce 1688 byl jedním ze signatářů dopisu, který vyzval Viléma III. k převzetí vlády v Anglii. V roce 1689 byl povýšen na markýze z Carmarthenu a v letech 1689–1699 byl prezidentem Tajné rady, znovu se také uplatnil ve správě hrabství York. V době, kdy Vilém III. bojoval v Irsku, byl předním poradcem královny Marie, vlastními intrikami ale škodil svému postavení. V roce 1694 získal titul vévody z Leedsu, krátce nato byl neoprávněně obviněn ze styků s jakobity, do veřejného života se vrátil až po nástupu královny Anny. V letech 1711–1712 byl nejvyšším sudím v severních hrabstvích, zároveň dostal zpětně vyplacenou rentu z úřadů zadržovanou od roku 1694.

## Rodina
V roce 1653 se oženil s Bridget Bertie (1629–1703), dcerou 2. hraběte z Lindsey. Měli spolu sedm dětí, nejstarší syn Edward Osborne, vikomt Latimer (1655–1689), který zastával funkce u dvora a v letech 1677–1681 byl členem Dolní sněmovny, zemřel však předčasně a bez potomstva. Dědicem titulů se stal mladší syn Peregrine Osborne, 2. vévoda z Leedsu (1658–1729), který byl admirálem. Dcera Bridget se provdala za nelegitimního syna Karla II., Charlese Fitzcharlese, hraběte z Plymouthu (1657–1680).
Thomasův mladší bratr Charles Osborne (1633–1719) byl dlouholetým členem Dolní sněmovny (1677–1679, 1690–1701), zastával funkce ve správě hrabství York a nižší státní úřady, v letech 1690–1701 byl guvernérem v Hullu.